# ビーロボカブタック クリスマス大決戦!!
『ビーロボカブタック クリスマス大決戦!!』（ビーロボカブタック クリスマスだいけっせん）は、1997年12月12日に発売された特撮ビデオ映画。特撮テレビ番組『ビーロボカブタック』の番外編作品である。

## 概要
本作品以後、続く『テツワン探偵ロボタック』『燃えろ!!ロボコン』でも同様の作品が制作された。
「クリスマス大決戦!!」という文字は、サブタイトルとして表記されている。
VHSとLDは1998年3月21日に発売。『燃えろ!!ロボコンVSがんばれ!!ロボコン』と共に2009年12月11日にDVDが発売。

## ストーリー
譲はクリスマスイブと自分の誕生日が重なり、皆がクリスマスパーティーに夢中になり、自分の誕生日を誰も祝ってくれないのでクリスマスが嫌いであった。さらにカブタックがそのことに対し、「ご馳走が食べられればそれでいいじゃないかカブ」と言ったため、譲は怒って、家を飛び出してしまう。
譲を元気づけようとカブタックはスターピースを捜し始める一方、譲の前に高円寺博士がAロボを連れて現れた。
カブタックチーム、コブランダーチーム、Aロボチームのスターピース争奪戦はカブタックの勝利で終わるがAロボは譲を連れ去ってしまう。実はAロボを連れて現れた高円寺博士は彼をライバル視する津田沼博士の変装であり、譲に近づいたのはスターピースを手に入れ、世界征服をするためであった。
津田沼の指定でスターピースと引き換えに譲の救出に単身赴くカブタックだがクワジーロを初めとした仲間たちに加え、Aロボを倒すという目的の許、コブランダーチームも助っ人に駆けつけた。Aロボ軍団と戦うビーロボ軍団だがスーパーモードになれないカブタックは大苦戦。そんな彼の前に思わぬ2人の助っ人が現れた。

## 登場人物
サンタクロース
譲と喧嘩して落ち込んでいたカブタックの前に現れたサンタクロースの姿をした女性。
その正体は本物のサンタでエピローグではカブタックに「サンタクロースはおじいさんばかりじゃない」と教えた後、全ビーロボとデンデンローラー・譲を初めとした子供たち・雪だるまに化けたトンボーグにプレゼントを配り去っていった。サーフボードで飛行する。
スーパーサンタ
とある店で売っていたサンタクロースの人形がスターピースの力で実体化した姿。
厳密に言えば、このサンタはオーストラリア即ち南半球のものであり、日本が寒すぎたため、自分の環境にあった真夏に激変（南半球と北半球は夏冬が正反対のため）させてしまう。担いでいる袋からは火炎を放射する。
このスターピース争奪の対戦内容は1000m走。
ブルービート、BFカブト
『重甲ビーファイター』とその続編『ビーファイターカブト』のカブトムシ戦士たち。
本作品ではAロボ軍団の猛攻撃に苦戦するカブタックのためにキャプテントンボーグが用意したブルービートとBFカブトの人形を、前述のサンタ人形のスターピースを憑依させて実体化したという形で登場。いずれも変身前の姿は登場しないが本人と同じ声で喋り、性格も本編と同じものとなっている。

津田沼 丑松（）
通称津田沼博士。本作品の黒幕である悪の科学者。
ロボット工学の権威であったが常に自分の一歩上を進む寅彦に嫉妬しており、自分の作ったロボットでビーロボを倒し、世界征服をするという歪んだライバル心を抱くようになる。Aロボの開発に成功するがA空間以外では力を維持できないため、世界中をA空間にすべく、スターピースを狙う。旧朝日トンネルにアジトが隠されている。
当初は寅彦に成り済まし、「ビーロボは失敗作である」と譲を騙して、彼とAロボを接触させる。譲を捕らえた後、スターピースの譲渡をカブタックに要求した上、現れたカブタックにAロボ軍団を差し向ける。だが、ビーロボ連合とビーファイターの加勢に加え、別行動を取っていたシャークラーに譲の友情コマンダーを奪還され、カブタックのスーパーチェンジも許してしまう。Aロボが倒された後、最後の手段でアジトを自爆させて自決しようとするが、ブルービートとBFカブトに連れ出されて生存。その後、号泣しながら警察に逮捕されていった。
- カブタック本編の主要人物が中央本線（中央線）の駅名を苗字に充てているのに対し、彼の苗字はその中央線と各駅停車で直通している総武本線（総武線）の津田沼駅からきている。
- デザインはマイケル原腸が担当。

アースドラゴン
紺色の竜の姿をしたAロボ。一人称は「私」。
エリート面した傲慢な性格のリーダーだが、それに見合うだけの力はある。手からミサイルを発射。胸部にはモニターが備わっている。
彼を初めとしたAロボは基本的にビーロボの性能を上回るスペックを持ち、A空間では10倍のパワーを発揮できるがA空間以外では力を維持できないのが欠点。スカイハイとシーガイアとの共通能力として、空間移動を行える。
スターピース争奪戦においては力を過信していたのが災いして、エネルギー切れで敗北してしまった。直後、津田沼の命により、譲を拉致し、カブタックたちをAロボ空間で迎え撃つ。
- デザインは岡本英郎が担当。

合体アースドラゴン
アースドラゴンがスカイハイとシーガイアとアトミック合体した姿。
右腕にシーガイアが変形した剣、背中にスカイハイの翼が加わり、左腕にアース・ドラゴンのミサイルを強化したバズーカ砲を装備。超高速回転した分身体を敵にぶつけるアトリックハリケーンという技も使える。
3大カブトヒーローに追い詰められた際にこの姿となるが3大カブトヒーローの必殺技に倒された。
- 胸板の追加パーツのデザインは河野成寛が担当。

スカイハイ
黄色い猛禽類の姿をしたAロボ。
口数は少なく、アースドラゴンの補佐を務めることが多い。飛行能力を持ち、鋭い爪を武器とする。
ビーファイター参戦直後はBFカブトと交戦。
- デザインはマイケル原腸が担当。

シーガイア
白いイカの姿をした女性型Aロボ。
好戦的で冷酷。水中での活動を得意とし、伸縮する触手や剣で攻撃する。
ビーファイター参戦直後はブルービートと交戦。
- デザインは原田吉朗が担当。

Aロボ軍団
ゴキブリの姿をした量産型Aロボ。
蔵之助と小百合にも倒されるほど、戦闘能力は低いが物量で補っている。
- デザインは原田吉朗が担当。元々はアトラクション用の戦闘員であった。

## キャスト
- 高円寺譲：二見一樹
- 吉祥寺蔵之助：木村雅
- 三鷹小百合：小出由華
- 高円寺寅彦：志茂田景樹
- 高円寺円：向井亜紀
- 高円寺正寅：石井洋祐
- 中野美樹：国分佐智子
- X'masショップ店員：内田さゆり
- 母親：岸田里佳
- 娘：山下未来
- 小金井太郎：鈴木ヒロミツ
- 甲斐拓也：土屋大輔（特別出演）
- 鳥羽甲平：中里栄臣（特別出演）
- サンタクロース：藤谷文子
- 津田沼丑松：松尾貴史

### 声の出演
- カブタック：草尾毅
- クワジーロ：中村大樹
- テントリーナ：橘ひかり
- コブランダー：松本大
- ガニラン：江川央生
- スパイドン：茶風林
- ダンゴロン：遠近孝一
- ゲロタン：くまいもとこ
- シャークラー：千葉繁
- トビマスカイ：木藤聡子
- デンデンローラー：矢尾一樹
- AP717：津野田なるみ
- アースドラゴン：咲野俊介
- キャプテントンボーグ：郷里大輔
- ブルービート：土屋大輔
- BFカブト：中里栄臣

### スーツアクター
- 田邊智恵
- 日下秀昭
- 小倉敏博
- 的場耕二
- 橋本恵子
- 秋本雅彦
- 大藤直樹
- 大林勝
- 今井靖彦
- 渡邊実
- 宮崎剛
- 藤本幸太郎
- 福沢博文

## スタッフ
- 原作：八手三郎
- プロデューサー：上田めぐみ（テレビ朝日）、日笠淳、加藤和夫、丸山真哉（東映）
- 脚本：西園悟
- 音楽：石田勝範
- 撮影：松村文雄
- 助監督：加藤弘之
- プロデューサー補：小泉友与志
- 特撮監督：佛田洋
- アクション監督：村上潤（ジャパンアクションクラブ）
- 監督：渡辺勝也
- 制作：テレビ朝日、東映ビデオ、東映

## 音楽
主題歌
オープニングテーマ「清く正しくカブタック」
作詞：八手三郎 / 作曲、編曲：石川恵樹 / 歌：草尾毅

エンディングテーマ「ビーロボはぼくらの仲間」
作詞：山田隆司 / 作曲、編曲：樫原伸彦 / 歌：草尾毅
挿入歌
「スーパーチェンジ! カブタック」
作詞：草尾毅 / 作曲：渡辺宙明 / 編曲：石田勝範 / 歌：草尾毅 / 台詞：二見一樹

「重甲ビーファイター」
作詞：阿木燿子 / 作曲：宇崎竜童 / 編曲：石田勝範 / 歌：石原慎一